# Hapoel Kefar Sawa
Hapoel Kefar Sawa (hebr. מועדון כדורגל הפועל כפר סבא, Moadon Kaduregel Hapoel Kefar Sawa) – izraelski klub piłkarski, mający siedzibę w mieście Kefar Sawa.

## Historia
Klub został założony w 1928 roku. W 1952 debiutował w najwyższej lidze. W sezonie 1955/56 klub spadł do Liga Alef, ale po sezonie nieobecności powrócił. W sezonie 1958/59 ponownie spadł do drugiej ligi, a powrócił do Liga Leumit dopiero w 1968. W 1975 zdobył Puchar Izraela, a dopiero w 1982 mistrzostwo. W sezonie 1976/77 ponownie spadł do drugiej ligi i ponownie po sezonie nieobecności powrócił. W sezonie 1982/83 kolejny raz spadł do drugiej ligi i kolejny raz po sezonie nieobecności powrócił. W sezonie 1990/91 ponownie spadł do drugiej ligi, ale powrócił do niej w 1993, jednak nie utrzymał się w najwyższej lidze. W sezonie 1995/96 awansował do najwyższej ligi. W sezonie 1999/2000 ponownie spadł do drugiej ligi, a powrócił w 2002. Po jednym sezonie spadł do drugiej ligi. W sezonie 2004/05 zajął pierwsze miejsce i awansował do Premier Ligi, ale po sezonie 2007/08 został zdegradowany do Liga Leumit.

## Sukcesy
- Premier Liga: 1981/82
- Liga Leumit: 2001/02, 2004/05
- Liga Bet: 1951/52
- Puchar Izraela: 1975, 1980, 1990